# Niedernsill
Niedernsill – gmina w Austrii, w kraju związkowym Salzburg, w powiecie Zell am See. Liczy 2589 mieszkańców (1 stycznia 2015).